# Hoshihananomia perlineata
Hoshihananomia perlineata är en skalbaggsart som först beskrevs av Henry Clinton Fall 1907.  Hoshihananomia perlineata ingår i släktet Hoshihananomia och familjen tornbaggar. Inga underarter finns listade i Catalogue of Life.